# Svaniti nella notte
Svaniti nella notte és una pel·lícula de thriller italiana dirigida per Renato De Maria i protagonitzada per Riccardo Scamarcio i Annabelle Wallis. S'ha subtitulat al català.
El film narra la perillosa missió que emprèn un pare immers en un divorci problemàtic quan els seus fills desapareixen sense deixar rastre de la seva aïllada casa de camp.

## Repartiment
- Riccardo Scamarcio com a Pietro
- Annabelle Wallis com a Elena
- Massimiliano Gallo com a Nicola
- Gaia Coletti com a Bianca
- Lorenzo Ferrante com a Giovanni

## Rebuda
Al lloc web de l'agregador de ressenyes Rotten Tomatoes, el 40% de les cinc crítiques són positives, amb una valoració mitjana de 3,9/10.